# Уилям Хенри Холмс
Уилям Хенри Холмс (на английски: William Henry Holmes; 1 декември 1846 – 20 април 1933) известен като У.Х. Холмс е американски изследовател, антрополог, археолог, художник, научен илюстратор, картограф, планинар, геолог, музеен уредник и режисьор.

## Биография
Уилям Холмс е роден на 1 декември 1846 г. в град Харисън, щата Охайо, САЩ. Негови родители са Джоузеф и Мери Хебърлинг. Един от предците му е преподобният Обадия Холмс, който емигрира в град Сейлъм, щата Масачузетс през 1638 г. През 1870 г. Уилям Холмс завършва училище в Хопедейл, Охайо, учи и след това за кратко преподава изобразително изкуство, естествена история и геология в училището. По-късно, през 1918 г., Холмс получава почетна докторска степен от Университета „Джордж Вашингтон“ във Вашингтон, за своя труд и постижения.